# 汪由敦墓石刻
汪由敦墓石刻位于中国安徽省黄山市休宁县溪口镇木干村，奉旨雕刻于清乾隆二十三年(1758年)。墓主人是吏部尚書、協辦大學士汪由敦（1692－1758年）。巨大的墓碑、华表，以及神道两侧的石像生，包括石翁仲、石马、石虎、石羊，均雕刻精细，形象逼真。
2019年10月7日，汪由敦墓石刻公布为全国重点文物保护单位。